# Buck Owens
Alvis Edgar Owens, Jr. (12. srpna 1929, Sherman, Texas, USA - 25. března 2006, Bakersfield, Kalifornie, USA), známý jako Buck Owens, byl americký country zpěvák a skladatel, jeden z nejvýznamnějších představitelů tzv. Bakersfieldského soundu. Vystupoval se skupinou Buckaroos. Za svou více než čtyřicetiletou kariéru vydal více než 40 alb a měl řadu hitů - první byl „Under Your Spell Again“, následovaly „Act Naturally“, „I've Got a Tiger by the Tail“, „Made in Japan“ a další. Owens je členem Country Music Hall of Fame.

## Jeho písně v Česku
- Streets of Bakersfield - V uličkách města Bakersfield
- Open up Your Heart - Holky jdou
- Together Again - Až přijde ten den